# Летње олимпијске игре 1968.
XIX Олимпијске игре су одржане 1968. године у граду Мексику у држави Мексико. МОК се одлучио за тај град као домаћина игара у конкуренцији градова кандидата међу којима су били: Детроит, Буенос Ајрес и Лион. Непосредно пре игара избили су у граду Мексику студентски немири, у којима су незадовољни мексички студенти покушали искористити игре да би скренули пажњу на своје проблеме. Немири су крваво угушени, по неким изворима с пар стотина мртвих студената након сукоба с војном полицијом. Стога су игре започеле у врло мучној атмосфери, иако су се мексичке власти трудиле инцидент заташкати пред очима међународне јавности.
На отварању Игара је по први пута част паљења Олимпијског пламена била додељена једној жени, била је то мексичка атлетичарка Норма Енрикета Басилио де Сотело.
Током Игара забележен је још један политички инцидент. Наиме, амерички црни спринтери на 200 m Томи Смит (злато) и Џон Карлос (бронза) су током церемоније доделе медаља подигли по једну руку стиснутих шака на којима је била црна рукавица, симбол отпора црначке мањине у САД. МОК је реаговао брзо и брутално: обојици атлетичара су забрањени наступи на ОИ доживотно.
На овим Играма по први пута су тимови Источне Немачке и Западне Немачке наступиле одвојено. Заједно ће поновно наступити тек након пада Берлинског зида, на Летњим олимпијским играма у Барселони.
Како је град домаћин на релативно великој надморској висини (2240 м) у многим спортовима издржљивости такмичари су имали доста потешкоћа прилагодити се условима ретког ваздуха с малом концентрацијом кисеоника. Ипак, за поједине спортове редак ваздух је погодовао у постизању добрих резултата, што се највише осетило у атлетским дисицплинама као што су скок у даљ, скок у вис или скок с мотком.
По први пута је је уведена допинг контрола за спортисте. Неславну част да постане први спортиста у историји дисквалификован због допинга је имао шведски такмичар у модерном петобоју Ханс-Гунар Лиљенвол, којем је утврђено недозвољено коришћење алкохола за време такмичења.
Својим наступима су се посебно истакнули следећи такмичари:
- Амерички бацач диска Ал Оертер је освојио четврту златну медаљу на ОИ за редом, те је тиме постао друга особа у историји којој је то пошло за руком у индивидуалном спорту.
- Боб Бимон из САД је доскочио на тада невероватних 8,90 m у скоку у даљ, што је било 55 cm више од дотадашњег рекорда. Сам рекорд је остао необорен до 1991. године, а и данас је још увек важећи Олимпијски рекорд.
- Амерички спринтери Џим Хајнес и Ли Еванс су оборили рекорде на 100 m односно 400 m, с временима која су дуго година остала ненадмашена. У троскоку су чак тројица такмичара оборила дотадашњи светски рекорд.
- Дик Фозбури је освојио злато у скоку у вис презентовати нови стил скока који је од тада познат управо по њему, дакле као фозбури-флоп техника. Овај стил у којем скакач скаче преко летвице којој је у тренутку прескока окренут леђима је брзо постао доминантним стилом, те га сви скакачи у вис користе и данас.
- Чехословачка гимнастичарка Вера Чаславска је освојила четири златне медаље.
- Америчка пливачица Деби Мејер је остала у остала као особа која је освојила три појединачна злата, на 200, 400 и 800 m слободно.
- Џон Стефен Аквари из Танзаније је постао познат по томе што је завршио маратонску трку упркос ишчашењу колена! Аквари је у тој утрци завршио задњи, али је његов наступ остао запамћен као пример упорности и воље.

## Списак спортова
| - Атлетика - Бициклизам - Бокс - Дизање тегова - Гимнастика - Хокеј на трави - Хрвање - Једрење - Кајак и кану на мирним водама - Кошарка |  | - Коњички спорт - Мачевање - Модерни петобој - Ногомет - Одбојка - Пливање - Скокови у воду - Стрељаштво - Ватерполо - Веслање |

На Играма су била и два демонстрацијска спорта: пелота и тенис.

## Распоред такмичења
| ЦО | церемонија отварања | ● | квалификације | 1 | финале | ЦЗ | церемонија затварања |

| датумспортови                 | датумспортови                 | 12 суб | 13 нед | 14 пон | 15 уто | 16 сре | 17 чет | 18 пет | 19 суб | 20 нед | 21 пон | 22 уто | 23 сре | 24 чет | 25 пет | 26 суб | 27 нед | Ук.фин. |
| ----------------------------- | ----------------------------- | ------ | ------ | ------ | ------ | ------ | ------ | ------ | ------ | ------ | ------ | ------ | ------ | ------ | ------ | ------ | ------ | ------- |
| Церемоније отварања/затварања | Церемоније отварања/затварања | ЦО     |        |        |        |        |        |        |        |        |        |        |        |        |        |        | ЦЗ     |         |
| Атлетика                      | Атлетика                      |        | 1      | 4      | 4      | 3      | 7      | 6      | 5      | 2      | 7      |        |        |        |        |        |        | 39      |
| Бициклизам                    | Друмски                       |        |        |        | 1      |        |        |        |        |        |        |        | 1      |        |        |        |        | 7       |
| Бициклизам                    | Велодромски                   |        |        |        |        |        | 1      | 1      | 1      | ●      | 2      |        |        |        |        |        |        | 7       |
| Бокс                          | Бокс                          |        | ●      | ●      | ●      | ●      | ●      | ●      |        | ●      | ●      | ●      | ●      | ●      |        | 11     |        | 11      |
| Ватерполо                     | Ватерполо                     |        |        | ●      | ●      | ●      | ●      |        | ●      | ●      | ●      | ●      | ●      | ●      | ●      | 1      |        | 1       |
| Веслање                       | Веслање                       |        | ●      |        | ●      |        | ●      | ●      | 7      |        |        |        |        |        |        |        |        | 7       |
| Гимнастика                    | Гимнастика                    |        |        |        |        |        |        |        |        |        | ●      | ●      | 2      | 2      | 4      | 6      |        | 14      |
| Дизање тегова                 | Дизање тегова                 |        | 1      | 1      | 1      | 1      | 1      | 1      | 1      |        |        |        |        |        |        |        |        | 7       |
| Једрење                       | Једрење                       |        |        | ●      | ●      | ●      | ●      |        | ●      | ●      | 7      |        |        |        |        |        |        | 7       |
| Кајак и кану                  | Кајак и кану                  |        |        |        |        |        |        |        |        |        |        | ●      | ●      | ●      | 7      |        |        | 7       |
| Коњички спорт                 | Коњички спорт                 |        |        |        |        |        |        | ●      | ●      | ●      | 2      |        | 1      | 1      | 1      |        | 1      | 6       |
| Кошарка                       | Кошарка                       |        | ●      | ●      | ●      | ●      |        | ●      | ●      | ●      |        | ●      | 1      |        |        |        |        | 1       |
| Мачевање                      | Мачевање                      |        |        |        | ●      | 1      | 1      | ●      | 1      | 1      | 1      | 1      | ●      | 1      | 1      |        |        | 8       |
| Модеран петобој               | Модеран петобој               |        | ●      | ●      | ●      | ●      | 2      |        |        |        |        |        |        |        |        |        |        | 2       |
| Одбојка                       | Одбојка                       |        | ●      | ●      | ●      | ●      | ●      |        | ●      | ●      | ●      |        | ●      | ●      | ●      | 2      |        | 2       |
| Пливање                       | Пливање                       |        |        |        |        |        | 2      | ●      | 4      | 3      | 3      | 3      | 4      | 4      | 3      | 3      |        | 29      |
| Рвање                         | Рвање                         |        |        |        |        |        | ●      | ●      | ●      | 8      |        |        | ●      | ●      | ●      | 8      |        | 16      |
| Скокови у воду                | Скокови у воду                |        |        |        |        |        | ●      | 1      | ●      | 1      |        | ●      | 1      | ●      | ●      | 1      |        | 4       |
| Стрељаштво                    | Стрељаштво                    |        |        |        |        |        |        | 2      | 1      |        | 1      | 1      | 2      |        |        |        |        | 7       |
| Фудбал                        | Фудбал                        |        | ●      | ●      | ●      | ●      | ●      | ●      |        | ●      |        | ●      |        | ●      |        | 1      |        | 1       |
| Хокеј на трави                | Хокеј на трави                |        | ●      | ●      | ●      | ●      | ●      | ●      | ●      | ●      | ●      |        | ●      | ●      | ●      | 1      |        | 1       |
| Укупно финала по дану         | Укупно финала по дану         |        | 2      | 5      | 6      | 5      | 14     | 11     | 20     | 15     | 23     | 5      | 12     | 8      | 16     | 34     | 1      | 177     |
| Укупно финала до дана         | Укупно финала до дана         |        | 1      | 7      | 13     | 18     | 32     | 43     | 63     | 78     | 101    | 106    | 118    | 126    | 142    | 176    | 177    |         |
| октобар                       | октобар                       | 12 суб | 13 нед | 14 пон | 15 уто | 16 сре | 17 чет | 18 пет | 19 суб | 20 нед | 21 пон | 22 уто | 23 сре | 24 чет | 25 пет | 26 суб | 27 нед | Ук.фин. |

## Биланс медаља
(Медаље домаћина посебно истакнуте)
| Олимпијске игре 1968. |                      |       |        |        |        |
| Пласман               | Држава               | Злато | Сребро | Бронза | Укупно |
| 1                     | САД                  | 45    | 28     | 34     | 107    |
| 2                     | СССР                 | 29    | 32     | 30     | 91     |
| 3                     | Јапан                | 11    | 7      | 7      | 25     |
| 4                     | Мађарска             | 10    | 10     | 12     | 32     |
| 5                     | Источна Немачка      | 9     | 9      | 7      | 25     |
| 6                     | Француска            | 7     | 3      | 5      | 15     |
| 7                     | Чехословачка         | 7     | 2      | 4      | 13     |
| 8                     | Западна Немачка      | 5     | 11     | 10     | 26     |
| 9                     | Аустралија           | 5     | 7      | 5      | 17     |
| 10                    | Уједињено Краљевство | 5     | 5      | 3      | 13     |
| 11                    | Пољска               | 5     | 2      | 11     | 18     |
| 12                    | Румунија             | 4     | 6      | 5      | 15     |
| 13                    | Италија              | 3     | 4      | 9      | 16     |
| 14                    | Кенија               | 3     | 4      | 2      | 9      |
| 15                    | Мексико              | 3     | 3      | 3      | 9      |
| 16                    | СФРЈ                 | 3     | 3      | 2      | 8      |
| 17                    | Холандија            | 3     | 3      | 1      | 7      |
| 18                    | Бугарска             | 2     | 4      | 3      | 9      |
| 19                    | Иран                 | 2     | 1      | 2      | 5      |
| 20                    | Шведска              | 2     | 1      | 1      | 4      |
| 21                    | Турска               | 2     | 0      | 0      | 2      |
| 22                    | Данска               | 1     | 4      | 3      | 8      |
| 23                    | Канада               | 1     | 3      | 1      | 5      |
| 24                    | Финска               | 1     | 2      | 1      | 4      |
| 25                    | Етиопија             | 1     | 1      | 0      | 2      |
| 25                    | Норвешка             | 1     | 1      | 0      | 2      |
| 27                    | Нови Зеланд          | 1     | 0      | 2      | 3      |
| 28                    | Тунис                | 1     | 0      | 1      | 2      |
| 29                    | Пакистан             | 1     | 0      | 0      | 1      |
| 29                    | Венецуела            | 1     | 0      | 0      | 1      |
| 31                    | Куба                 | 0     | 4      | 0      | 4      |
| 32                    | Аустрија             | 0     | 2      | 2      | 4      |
| 33                    | Швајцарска           | 0     | 1      | 4      | 5      |
| 34                    | Монголија            | 0     | 1      | 3      | 4      |
| 35                    | Бразил               | 0     | 1      | 2      | 3      |
| 36                    | Белгија              | 0     | 1      | 1      | 2      |
| 36                    | Јужна Кореја         | 0     | 1      | 1      | 2      |
| 36                    | Уганда               | 0     | 1      | 1      | 2      |
| 39                    | Камерун              | 0     | 1      | 0      | 1      |
| 39                    | Јамајка              | 0     | 1      | 0      | 1      |
| 41                    | Аргентина            | 0     | 0      | 2      | 2      |
| 42                    | Грчка                | 0     | 0      | 1      | 1      |
| 42                    | Индија               | 0     | 0      | 1      | 1      |
| 42                    | Република Кина       | 0     | 0      | 1      | 1      |
|                       | Укупно               | 174   | 170    | 183    | 527    |